# Waterville (Québec)
Pour les articles homonymes, voir Waterville.
Waterville est une ville du Québec, située dans la MRC de Coaticook en Estrie. Très près de Sherbrooke et en pleine nature, la ville vit un essor immobilier très important depuis l'année 2021. Le recensement de 2021 y dénombre 2 307 habitants.

## Toponymie
« D'abord attribuée au bureau de poste en service à compter de 1852, l'appellation Waterville a été transférée à la municipalité de village officiellement établie en 1876. Bien qu'elle ne comptait pas le nombre réglementaire de 2 000 habitants, celle-ci se voyait accorder le statut de ville en 1965 ».

## Histoire
Le début de la ville de Waterville remonte à 1802, lorsque Jesse Pennoyer y est arrivé et qu'il a mis les premières fondations. Dès 1810, la ville connait un développement industriel. La ville a été officiellement incorporée en 1876. 

## Géographie
Elle est accessible via la route 143.
La Rivière Coaticook traverse la municipalité du sud au nord jusqu'à sa confluence avec la Rivière Massawippi qui délimite le nord-ouest de la municipalité.

## Démographie
| 1991  | 1996  | 2001  | 2006  | 2011  | 2016  | 2021  |
| ----- | ----- | ----- | ----- | ----- | ----- | ----- |
| 1 337 | 1 332 | 1 944 | 1 926 | 2 028 | 2 121 | 2 307 |

## Administration
Les élections municipales se font en bloc pour le maire et les six conseillers.
| Waterville Maires depuis 2002                                                                                        |                 |         |          |
| Élection | Maire           | Qualité | Résultat |
| 2002 | Gérald Boudreau |         | Voir     |
| 2005 | Gérald Boudreau | Voir    |          |
| 2009 | Gladys Bruun    |         | Voir     |
| 2013 | Nathalie Dupuis |         | Voir     |
| 2017 | Nathalie Dupuis | Voir    |          |
| 2021 | Nathalie Dupuis | Voir    |          |
| Élection partielle en italique Depuis 2005, les élections sont simultanées dans toutes les municipalités québécoises |                 |         |          |

## Attraits

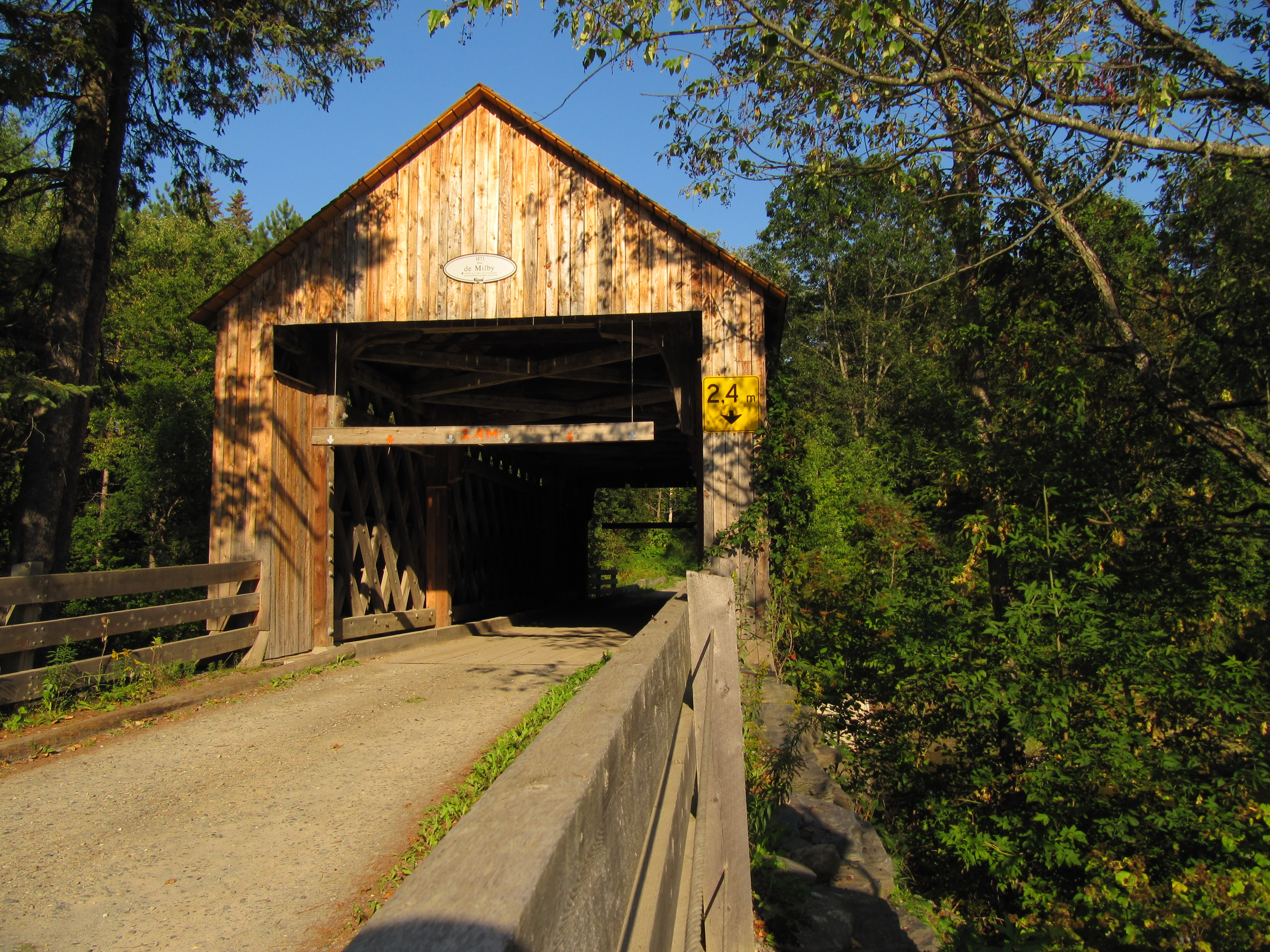
Pont Milby près de Waterville

- Pont de Milby, pont couvert situé à Waterville
- Waterville TG, entreprise située à Waterville
- Camp Val-Estrie, centre de plein air, camp de vacances situé à Waterville

### Circuits Découverte
Depuis 2004, la municipalité de Waterville fait partie du Circuit Découverte, Aux détours de rivières, qui permet aux visiteurs de découvrir les différents attraits des municipalités de Waterville et de Compton.
Waterville y compte plusieurs attraits comme le Pont de Milby et Waterville TG. L'ancien hameau de Milby qui a connu sa croissance au 18e siècle avec l'arrivée des loyalistes comporte également deux principales constructions qui se démarquent par leur architecture et leur histoire, soit l'école Milby (1825) et bâtiments patrimoniaux cités par la municipalité de Waterville en 1992 en vertu de la Loi sur le patrimoine culturel du Québec ainsi que l’église anglicane St. Barnabas, de style néogothique, construite en 1874-1875.

## Galerie

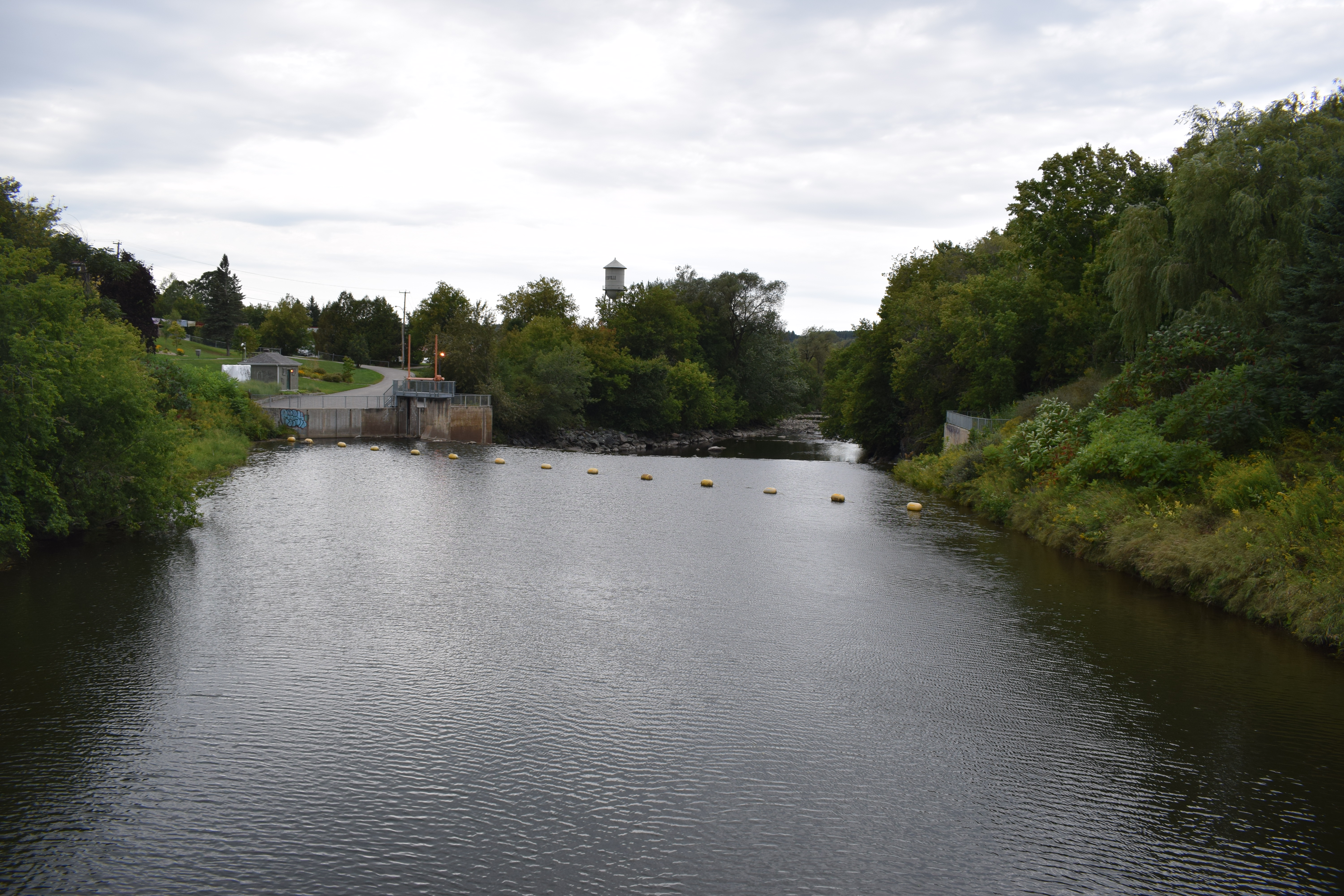
Waterville, Québec - barrage désaffecté sur la rivière Coaticook.
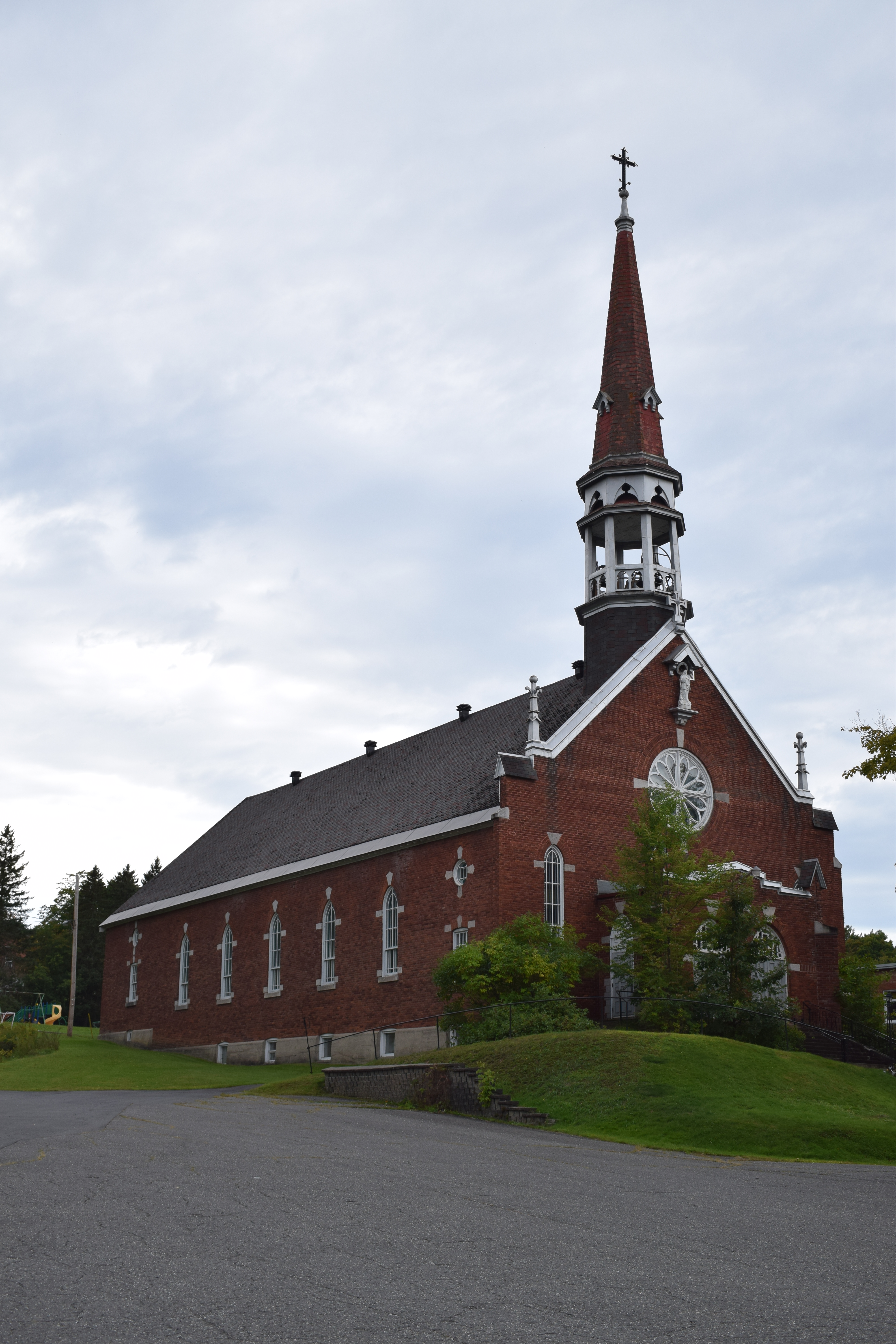
Waterville, Québec - église de l'Assomption-de-la-Bienheureuse-Vierge-Marie.
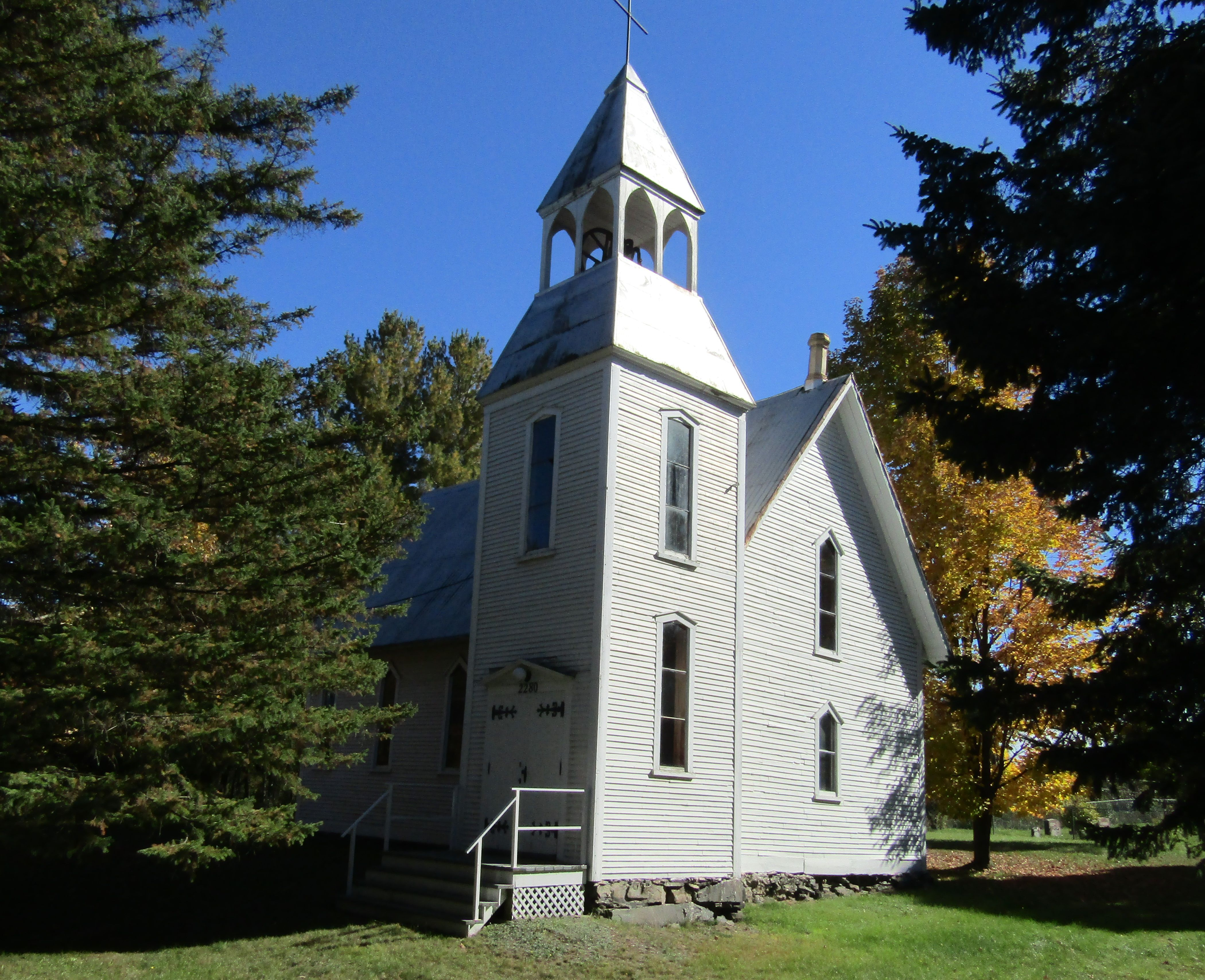
Église St.Barnabas Milby.
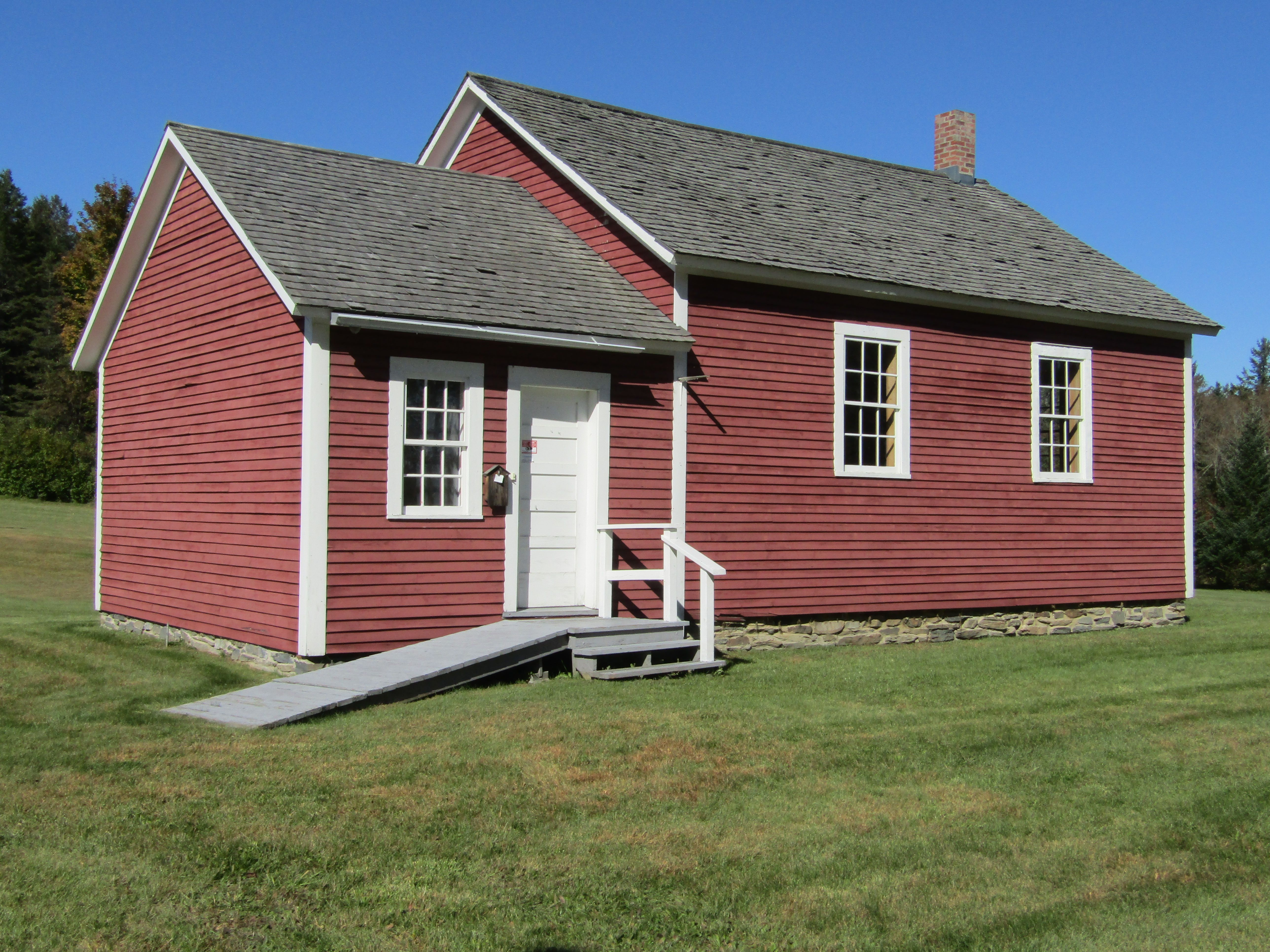
Ecole Hyatt Milby.

### La Voie des Pionniers
Depuis juin 2011, un arrêt à Waterville a été intégré au trajet de La Voie des Pionniers. En effet, la Table de concertation culturelle de la MRC de Coaticook, créatrice du projet, a ajouté à son tracé, la silhouette de George Gale, entrepreneur important de Waterville.
Situé sur la rue Dominion, à Waterville, le personnage de M. Gale raconte de larges pans de son histoire, ainsi que les évènements régionaux importants de son époque.

### Le labyrinthe de la ferme Topher
Accessible via la route 143 à Waterville, le labyrinthe de la ferme Topher est une nouvelle attraction touristique instaurée en septembre 2021. Ayant une superficie d'une acre, ce labyrinthe aux différentes missions s'effectue en moyenne entre une ou deux heures . En effet, il suffit de marcher entre trois et six kilomètres pour réussir les multiples épreuves de ce labyrinthe . Ce labyrinthe aux allées de plantes, plus précisément de l'espèce de plante sorgho-soudan, est bien plus qu'un attrait touristique; il est également utilisé pour un projet d'agriculture régénératrice .